# Anthemis argyrophylla
Anthemis argyrophylla là một loài thực vật có hoa trong họ Cúc. Loài này được (Halácsy & Georgiev) Velen. mô tả khoa học đầu tiên.